# Monastère de Stjenik
Le monastère de Stjenik (en serbe cyrillique : Манастир Стјеник ; en serbe latin : Manastir Stjenik) est un monastère orthodoxe serbe situé à Banjica, sur le territoire de la ville de Čačak et dans le district de Moravica, en Serbie. Il est inscrit sur la liste des monuments culturels protégés de la république de Serbie (identifiant no SK 896),,.
L'église du monastère est dédiée à saint Jean-Baptiste ; le monastère abrite une communauté de religieux.

## Présentation
Le monastère est situé au pied du mont Jelica ; il se trouve à 6 km du monastère de Ježevica. Au-dessus du monastère se dresse une crête karstique creusée de grottes, notamment celles de Jovanova, Trišova et Slepaja, où ont vécu des ermites du Sinaï fuyant les Ottomans venus d'Asie mineure et essayant de trouver refuge sur les terres de l'empereur Dušan.
Selon la tradition, le monastère a été construit par les frères Mrnjavčević avant la bataille de la Maritsa (1371), où ils ont trouvé la mort,. L'église actuelle a été construite en 1802 pour remplacer l'ancienne qui avait brûlé.
De dimensions modestes, le bâtiment est quasiment dépourvu de décoration. Les reliques de saint Jovan Stjenički (saint Jean de Stjenik), abattu par les Ottomans en 1802, sont toujours conservées dans le monastère.

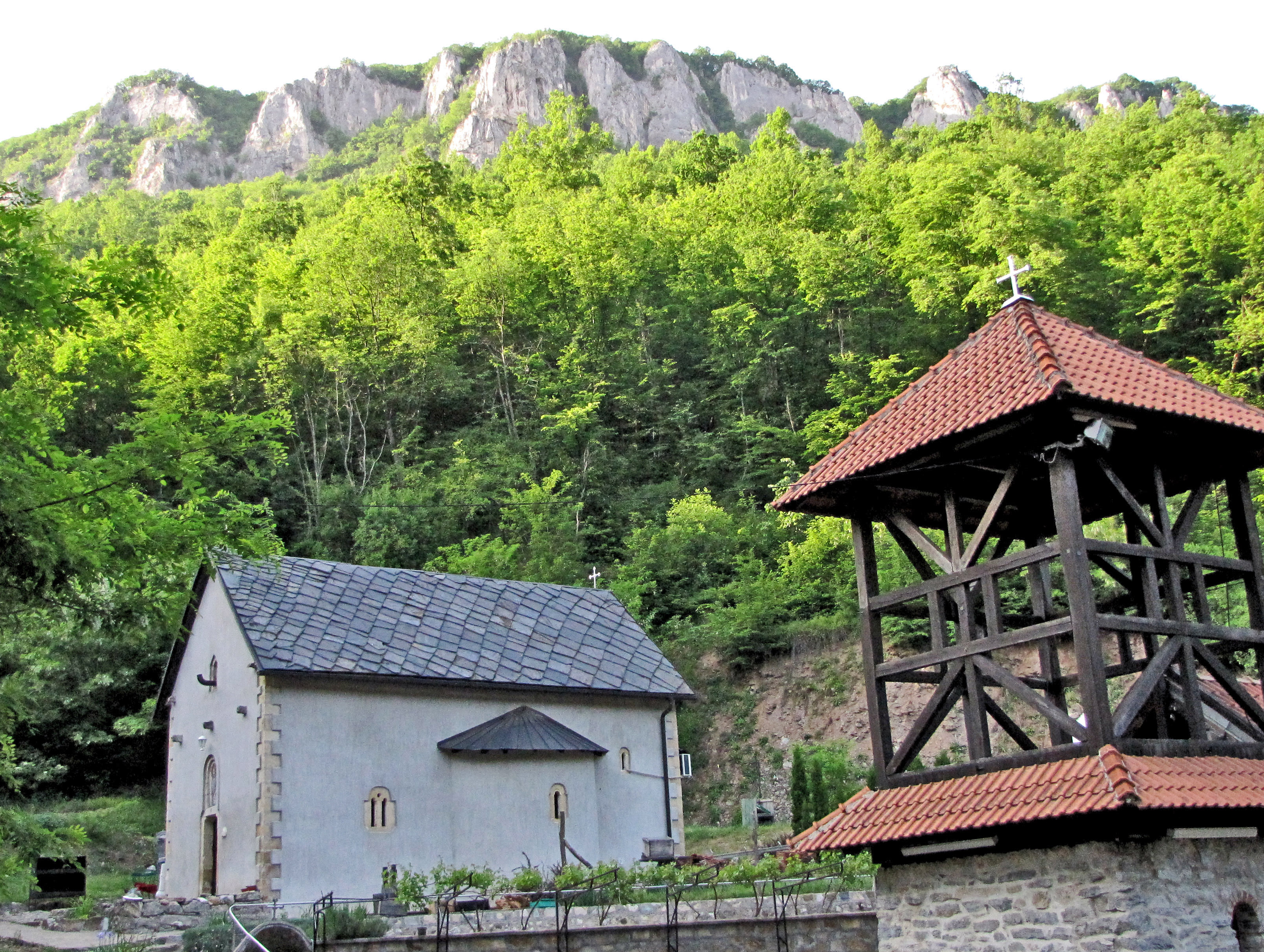